# Kirka
Kirill Babitzin, in arte Kirka (Helsinki, 22 settembre 1950 – Helsinki, 31 gennaio 2007), è stato un musicista finlandese.

## Biografia
Dedicatosi al suomirock, al pop e brevemente all'hard rock, durante la propria carriera pubblicò 60 album (incluse 15 collezioni) e 78 singoli.
Sposò Paula Nummela, una designer di gioielli.

## Discografia
- 1969
  - Kirka keikalla
  - Kirka
- 1971 Saat kaiken
- 1972 Nykyaikaa
- 1973 Rautaa ja kettinkiä
- 1974 Kirkan parhaita
- 1975
  - Tiukka linja
  - Babitzinit konsertissa
- 1976 Lauantaiyö
- 1977 Kaksi puolta
- 1978 Anna & Kirka
- 1979 Kirkan parhaat
- 1981 Kirka
- 1983 Täytyy uskaltaa
- 1984 Hengaillaan
- 1985
  - Älä sano ei
  - Isot hitit
- 1986 R.O.C.K.
- 1987 The Spell
- 1988 Surun pyyhit silmistäni
- 1989 Anna käsi
- 1989 Iskelmäkansio
- 1990
  - Parhaat, uudet versiot
  - Ota lähellesi
- 1991
  - Kasvot peilissä
  - Babitzin
- 1992 Pyydä vain
- 1994 Kirka
- 1996 Tie huomiseen
- 1997 Hetki lyö: 1967–1997
- 1999 Mestarit Areenalla
- 2000 Suuri hetki
- 2002 Sinut siinä nään
- 2005 Elämääni eksynyt
- 2006 40 unohtumatonta laulua
- 2007 The Best of Kirka